# بي إم دبليو إم 6
بي إم دبليو أم 6 (بالإنجليزية: BMW M6)‏ هي سيارة من تصنيع شركة بي إم دبليو.